# هجان (فلم)
هجّان فيلم سعودي بدأ عرضه في الدورة الثامنة والأربعين من مهرجان تورونتو السينمائي الدولي في سبتمبر 2023م، وهو من بطولة الفنان عبد المحسن النمر، وإخراج أبو بكر شوقي، وإنتاج مركز الملك عبدالعزيز الثقافي العالمي (إثراء)، وكتابة مفرّج المجفل وعمر شامة.

## القصة
تدور أحداث «هجّان» حول قصة الصبي "مطر" الذي يعيش رحلة استكشاف من منطلق شغفه بالإبل، ويواجه صراعاً من أجل الحرية والحقيقة، عندما يجد نفسه في عالم سباقات الهجن دون قصد، وعليه أن يبذل كل ما في وسعه من أجل البقاء.

## طاقم التمثيل
- عبد المحسن النمر.
- إبراهيم الحساوي.
- محمد الزهراني.
- عمر العطوي.
- الشيماء طيب.
- عزام النمر.
- تولين بربود.[7]
- محمد هلال.[8]

## الجوائز
- جائزة «أفضل فيلم طويل» من المهرجان السينمائي الخليجي (الدورة الرابعة) في الرياض عام 2024م.
- جائزة «أفضل تصوير» لجيري فاستبنتر من المهرجان السينمائي الخليجي (الدورة الرابعة) عام 2024م.
- جائزة «أفضل ممثل» للمثل عمر العطوي من المهرجان السينمائي الخليجي (الدورة الرابعة) عام 2024م.[9][10][11]
- جائزة «النخلة الذهبية لجائزة لجنة التحكيم» في الدورة العاشرة من مهرجان أفلام السعودية عام 2024م.
- جائزة «النخلة الذهبية لأفضل ممثل» في الدورة العاشرة من مهرجان أفلام السعودية عام 2024م، حصل عليها الفنان عمر العطوي عن دوره في هجان.
- جائزة «النخلة الذهبية لأفضل ممثلة» في الدورة العاشرة من مهرجان أفلام السعودية عام 2024م، حصلت عليها الفنانة تولين عصام عن دورها في فيلم هجان
- جائزة «النخلة الذهبية لأفضل تأليف موسيقي» حصل عليها أمين بوحافظ في الدورة العاشرة من مهرجان أفلام السعودية عام 2024م.[12][13]